# Audan Ile
Der Audan Ile (kasachisch Іле ауданы Ile audany, russisch Илийский район Ilijski rajon) ist ein Bezirk im Gebiet Almaty in Kasachstan.

## Geografie
Der Audan Ile liegt im Südosten Kasachstans im Gebiet Almaty. Er grenzt im Norden an den Audan Balqasch und im Osten an den Audan Talghar, das Gebiet der Stadt Qonajew und der Stadt Alatau. Im Süden grenzt er an die Stadt Almaty und den Audan Qarassai und im Westen an den Audan Schambyl.

## Geschichte
Der Bezirk wurde am 17. Januar 1928 als Rajon Ile gegründet, sein Verwaltungssitz war das Dorf Sandyk-Tai. Am 17. Juli wurde er in Rajon Kargaly umbenannt; der Sitz der Bezirksverwaltung wurde in das Dorf Beswodnoje verlegt. In den folgenden Jahren wurde der Verwaltungssitz des Bezirks mehrmals verlegt, so 1930 nach Eltai, 1933 nach Kaskelen, 1935 nach Dmitrijewka und ab 1936 war Talghar Sitz der Bezirksverwaltung.
1957 wurden Teile des aufgelösten Rajon Alma-Ata an den Rajon Ile angegliedert. Am 2. Januar 1963 wurde der Bezirk aufgelöst, jedoch nur drei Jahre später am 31. Januar 1966 erneut gebildet. Am 14. Mai 1969 wurden die östlichen Teile des Bezirks als Rajon Talghar abgespalten. Da auch die Stadt Talghar, das bisherige Verwaltungszentrum, im neuen Rajon lag, wurde der Ort Nikolajewka (heute Alatau) zum neuen Verwaltungssitz. Mit Gründung der Stadt Kaptschagai (heute: Qonajew) wurde die Stadt zum Zentrum des Bezirks. 1978 wurde das Zentrum abermals verlegt, diesmal nach Energetitscheski (heute: Ötegen Batyr).
Nach der Unabhängigkeit Kasachstans und einer großen Gebietsreform wurden 1997 Teile des aufgelösten Audan Kürti dem Audan Ile angeschlossen; dies umfasste den ländlichen Kreis Qürti mit den Orten Aqschi und Qürti. 1998 wurden Gebiete im Norden des Bezirks an die Stadtverwaltung von Qapschaghai übertragen. Im Januar 2024 wurde der Ort Schetigen in Alatau umbenannt, bekam die Stadtrechte verliehen und wurde aus dem Bezirk ausgegliedert; zudem wurden mehrere Orte aus dem ländlichen Kreis Baisserke der Stadtverwaltung von Alatau unterstellt und damit ebenfalls aus dem Bezirk ausgegliedert.

## Bevölkerung
Bei der Volkszählung 1999 hatte der Audan Ile 120.725 Einwohner. Die Volkszählung 2009 ergab für den Bezirk eine Einwohnerzahl von 158.388. Bei der letzten Volkszählung 2021 lebten 254.827 Menschen im Audan Ile. Die Fortschreibung der Bevölkerungszahl ergab zum 1. Januar 2025 eine Einwohnerzahl von 234.797.
| Einwohnerentwicklung               | Einwohnerentwicklung | Einwohnerentwicklung | Einwohnerentwicklung | Einwohnerentwicklung | Einwohnerentwicklung | Einwohnerentwicklung | Einwohnerentwicklung |
| 1939                               | 1959                 | 1970                 | 1979                 | 1989                 | 1999                 | 2009                 | 2021                 |
| ---------------------------------- | -------------------- | -------------------- | -------------------- | -------------------- | -------------------- | -------------------- | -------------------- |
| 47.131                             | 131.187              | 90.945               | 97.900               | 122.194              | 120.725              | 158.388              | 254.827              |
| Anmerkung: Volkszählungsergebnisse |                      |                      |                      |                      |                      |                      |                      |

## Verwaltungsgliederung
Der Audan Ile ist in zehn ländliche Bezirke (kasachisch Ауылдық округ Auyldyq okrug; russisch Сельский округ Selski okrug) gegliedert (Stand: 2021).
| Ländlicher Kreis | Einwohner | Einwohner | Orte                                                                                 |
| Ländlicher Kreis | 2009      | 2021      | Orte                                                                                 |
| ---------------- | --------- | --------- | ------------------------------------------------------------------------------------ |
| Aschtschybulaq   | 20.090    | 42.644    | Muchametschan Tüimebajew, Kökqainar, Schapek batyr, Töle Bi                          |
| Baisserke Anm. 1 | 25.141    | 47.276    | Äli, Baisserke, Kökterek, Qojanqus, Schangadäuir, Schangatalap, Yntymaq              |
| Boraldai         | 25.676    | 35.863    | Boraldai                                                                             |
| Energetitscheski | 26.986    | 39.000    | Ötegen Batyr, Pokrow, Qarassu                                                        |
| Kaszik           | 9.530     | 18.216    | Kaszik, Komsomol                                                                     |
| Meschduretschen  | 9.990     | 14.852    | Jekpindi, Meschduretschenskoje, Qossalqystansa, Schaughaschty                        |
| Qaraoi           | 9.884     | 17.334    | Brigada, Montaschnik Qosschar, Nurghissa Tilendijew, Qaraoi, Kischi Qaraoi, Qossösen |
| Qürti            | 5.892     | 5.798     | Aqschi, Qürti                                                                        |
| Schetigen Anm. 2 | 17.892    | 23.294    | Jengbek, Qairat, Quighan, Schangaarna, Schetigen                                     |
| Tschapajew       | 7.307     | 10.550    | Tschapajewo                                                                          |